# Aitor Hernández
Aitor Hernández Gutiérrez (ur. 24 stycznia 1982 w Ermui) – hiszpański kolarz szosowy. Do zawodowego peletonu należy od 2004 roku. Jeździ w barwach Euskaltel-Euskadi
Mimo młodego wieku ma już za sobą starty we wszystkich wielkich turach. Zadebiutował w 2006 roku w Tour de France. W klasyfikacji generalnej był 136. Rok później wystartował w Giro d’Italia, lecz po 11 etapach wycofał się z wyścigu. W tym samym roku startował również we Vuelta a España. Wyścig ukończył z najlepszym wynikiem ze wszystkich Wielkich Tourów, bo był 81. W 2005 roku bardzo dobrze jechał w hiszpańskim Euskal Bizikleta. Był bliski dwukrotnie na wygranie etapu. Ostatecznie był 2 i 3, a w klasyfikacji gereralnej zajął 9. miejsce. Jego największym sukcesem jak do tej pory było wygranie klasyfikacji górskiej Vuelta al Pais Vasco w 2007 roku gromadząc 53 punkty. Wyprzedził Manuela Beltrana i kolegę z drużyny Mikela Astarlozę.

## Najważniejsze zwycięstwa i sukcesy
- 2005 – 9. w klasyfikacji generalnej Euskal Bizikleta; 16 w Giro dell’Emilia
- 2006 – 136. w klasyfikacji generalnej Tour de France
- 2007 – zwycięstwo w klasyfikacji górskiej Vuelta al País Vasco; 81. w klasyfikacji górskiej Vuelta a España